# Liste der Naturdenkmale in Schladt
Die Liste der Naturdenkmale in Schladt nennt die im Gemeindegebiet von Schladt ausgewiesenen Naturdenkmale (Stand 18. März 2024).

## Naturdenkmale
| Nr.         | Bezeichnung     | Lage                            | Beschreibung                                                           | Bild            |
| ----------- | --------------- | ------------------------------- | ---------------------------------------------------------------------- | --------------- |
| ND-7231-429 | Schladter Eiche | Liesertalstraße, bei Nr. 2 Lage | auch Dicke Eiche; Quercus sp., um 1400 gekeimt; 5,2 m Brusthöhenumfang | Fotos hochladen |